# Sisyphus nodifer
Sisyphus nodifer là một loài bọ cánh cứng trong họ Bọ hung (Scarabaeidae).